# Устка (гміна)
Гміна Устка (пол. Gmina Ustka) — сільська гміна у північній Польщі. Належить до Слупського повіту Поморського воєводства.
Станом на 31 грудня 2011 у гміні проживало 8051 особа.

## Територія
Згідно з даними за 2007 рік площа гміни становила 218.10 км², у тому числі:
- орні землі: 54.00%
- ліси: 31.00%

Таким чином, площа гміни становить 9.47% площі повіту.

## Населення
Станом на 31 грудня 2011:
| Опис     | Загалом | Загалом | Чоловіки | Чоловіки | Жінки | Жінки |
| -------- | ------- | ------- | -------- | -------- | ----- | ----- |
| одиниця  | осіб    | %       | осіб     | %        | осіб  | %     |
| все      | 8051    | 100     | 4088     | 50.78    | 3963  | 49.22 |
| міське   | 0       | 100     | 0        |          | 0     |       |
| сільське | 8051    | 100     | 4088     | 50.78    | 3963  | 49.22 |

## Сусідні гміни
Гміна Устка межує з такими гмінами: Постоміно, Слупськ, Смолдзіно, Устка.